# Борисенко, Константин Степанович
Константин Степанович Борисенко (17 [30] октября 1905, Авдотьино — 2 октября 1975, Киев) — советский учёный в области горной механики, член-корреспондент АН УССР (1961).

## Биография
Родился в с. Авдотьино (ныне в черте Донецка). Член КПСС с 1925 года. В 1921—1923 гг. чернорабочий и ученик слесаря на Петровском руднике.
Окончил Донецкий горный институт (1928). В 1928—1930 гг. механик на шахтах Боковского рудоуправления.
С 1930 по 1958 г. в Донецком (Сталинском) горном институте: аспирант, ассистент, доцент кафедры горной механики, начальник учебной части (1936—1938), заместитель директора по учебной и научной работе (1938—1941), с 1943 г. — директор.
В 1958—1964 гг. — директор Института горного дела АН УССР. С 1964 г. — заведующий лабораторией там же.
Умер 2 октября 1975 года в Киеве.

## Научная деятельность
Автор теории возникновения взрывов в шахтных пневматических установках и методов их предотвращения. Внёс вклад в создание пневматических двигателей горных машин.

### Сочинения
- Опытное исследование рудничных вентиляторных установок Донбасса. Д., 1935 (соавтор);
- Пневматические двигатели горных машин [Текст]. — Москва : Углетехиздат, 1958. — 204 с. : черт.; 22 см.
- Взрывы в компрессорных установках [Текст]. — Киев : Наук. думка, 1973. — 102 с. : черт.; 20 см.
- Пневматические двигатели [Текст] : (Конспект лекций) / Доц. К. С. Борисенко ; Донецкий ордена Трудового Красного Знамени индустр. ин-т им. Н. С. Хрущева. — [Сталино] : [б. и.], [1957]. — 53 с. : черт.; 20 см.
- Шахтные пневмомоторы [Текст] / Дегтярев В. И., Мялковский В. И., Борисенко К. С. — Москва : Недра, 1979. — 190 с. : ил.; 22 см.
- Горная механика [Текст] : [Учеб. пособие для горных вузов и фак.] / К. С. Борисенко, А. Г. Боруменский, В. С. Дулин, Н. М. Русанов. — Москва : Госгортехиздат, 1962. — 407 с., 1 л. схем. : ил.; 21 см.

## Награды и звания
Кандидат технических наук (1935). Член-корреспондент АН УССР (1961).
Награждён шестью орденами СССР.